# 梁国聚
梁国聚（1947年10月—2014年6月7日），河北博野人，中华人民共和国政治人物。
毕业于中山大学法律系法学专业干部专修科。1991年，任广东省佛山市公安局局长、党委书记。2000年，任广东省公安厅厅长。2002年，任中共广东省委政法委书记、广东省公安厅厅长。2007年，任广东省政协副主席、党组副书记。2002年9月4日，晋升副总警监警衔。2014年6月7日去世。